# Багаж
Багаж означава вещи, обикновено опаковани в куфари, чанти, кашони и др., които човек взима със себе си при пътуване.
Обичайното съдържание на багажа включва дрехи, тоалетни принадлежности, малки лични предмети, неща, нужни при пътуването, както и евентуално (на връщане) сувенири и подаръци от мястото на пребиваване.